# Семеняко, Юрий Владимирович
Ю́рий Влади́мирович Семеня́ко (бел. Ю́рый Уладзі́міравіч Семяня́ка; 1925—1990) — белорусский советский композитор. Лауреат Государственной премии БССР (1972). Народный артист БССР (1974).

## Биография

Могила Семеняко на Восточном кладбище Минска.

Родился 26 ноября 1925 года в Минске. Окончил Белорусскую государственную консерваторию имени А. В. Луначарского по классу композиции профессора Анатолия Богатырёва (1941).
Участник Великой Отечественной войны, на фронте с августа 1944 года.
С 1946 по 1956 год — концертмейстер в ансамбле (затем — Государственная академическая хоровая капелла Белорусской ССР) под управлением Г. Р. Ширмы. В этот период написаны первые песни «Ой, шумяць лясы зялёныя» и «Явар i каліна».
С 1946 по 1951 годы жил и работал в Гродно (Республика Беларусь), часто встречался с учениками и педагогами школы. Именно его имя, начиная с 1995 года, стала носить «Детская музыкальная школа искусств № 1 г. Гродно».
В 1976—1978 годы заместитель председателя, в 1978—1980 годы — председатель правления Союза композиторов Белорусской ССР.

## Творчество
Написал более 300 песен, 5 оперетт, 4 оперы, музыку к кинофильмам.
Работал в вокально-симфоническом, камерно-инструментальном, камерно-вокальном и песенном жанрах. Из его произведений формировались репертуары ВИА «Песняры», «Лявоны», «Верасы».
Был известен в первую очередь как поэт-песенник, преимущественно писал музыку на стихи белорусских поэтов Максима Богдановича, Якуба Коласа, Янки Купалы, Максима Танка, Петруся Бровки, Алеся Бачило, Адама Русака, Геннадия Буравкина, Владимира Каризны, Эди Огнецвет. Получили популярность многие лирические и патриотические песни Ю. В. Семеняко («Ой, шумят леса зеленые», «Застольная», «Помнишь, милый мой, денёчки», дуэт «Явор и калина», «Ты мне вясною прыснілася», «Не за вочы чорныя», «Якая ты цудоўная, Радзіма», «Я сэрцам з табой», «Беларусь — мая песня», «Люблю цябе, Белая Русь», «Расцвітай, Беларусь»).
Излюбленными жанрами композитора были опера и музыкальная комедия. Опера Ю. В. Семеняко «Колючая роза» (1960) стала первым в Белоруссии оперным произведением на современную тематику. Композитор был одним из первопроходцев в белорусской музыке жанра оперетты (оперетта «Сцяпан — вялікі пан» и оперетта-водевиль «Неделя вечной любви»).
Одной из вершин в творчестве композитора стала опера-поэма «Зорка Венера», созданная по мотивам произведений Максима Богдановича. Итогом творчества композитора можно считать последнюю оперу Ю. В. Семеняко «Новая земля», написанная по мотивам одноимённой поэмы Якуба Коласа. Значительным достижением Ю. В. Семеняко является музыкальная комедия «Павлинка» (по одноимённой пьесе Янки Купалы).

### Сочинения
- Оперы: «Колючая роза» (1960), «Когда опадают листья» (1968), «Зорка Венера» (1970), «Новая земля» (1978)
- Сценическая музыка: «Третье поколение» (по роману К. Чорного, Бобруйск, 1959), «Над волнами Серебрянки» (H. Козел, Минск, 1960), «Серебряная табакерка» (1961), «Маринка-красавица» (1962), «Приключения Незнайки» (1964), «Заячья школа» (1964), «Три поросенка» (1964), «Вечный огонь» (1964), «Поднятая целина» (по одноимённому роману М. Шолохова, Минск, 1962), «Рябиновое ожерелье» (Бобруйск, 1964), «Мурин бор» (1966), «Каваль-ваявода» (1968), «Поёт жаворонок» (Бобруйск, 1969, 2-я ред. Минск, 1971), «Золотая медаль» (по мотивам произведения И. Шамякина, Минск, 1972), «Павлинка» (Минск, 1973), «Неделя вечной любви» (оперетта-водевиль, Минск, 1975), «Степан — великий пан» (детский, Минск, 1979)
- Кантаты: «Ясные дороги» (сл. П. Трус, Я. Колас, М. Танк, 1957), «Памяти Константина Заслонова» (сл. Н. Алтухов, 1958), «Город юности» (сл. А. Бачило, 1964), «Величальная Минску» (сл. П. Хорьков, 1967), «Земля моя» (сл. В. Каризна, 1977), «В венок Максиму Богдановичу» (1980)
- Оркестровая музыка: «Молодёжная увертюра» (1962), «Увертюра» (1961), «Праздник молодёжи» (1976)
- Камерно-инструментальная музыка: «Фортепьянное трио» (1955)
- Вариации для колоратурного сопрано с симфоническим оркестром (сл. народные, 1970)
- Сюита «Родные песни» (сл. народные, 1979), «Ода Родине» (сл. О. Богданова, 1980)
- «Вальс верности» для сопрано с симфоническим оркестром (сл. В. Каризна)
- Концертная ария «Айчына» для колоратурного сопрано и симфонического оркестра (сл. Л. Куленковой, 1970)
- Романсы: «В твою светлицу» (сл. А. Путина, 1955), «Лес» (сл. Я. Колас, 1956), «Воспоминание» (сл. К. Киреенко, 1957), «Вечар асенні імгліцца» (сл. M. Машара), «Зося» (сл. А. Мицкевич), «Па-над рэчкаю» (сл. П. Приходько)
- Хоры: «Криницы» (сл. А. Бачило, 1959), «Спокойно дремлет Нарочь» (сл. М. Танк, 1960), «Бессмертие» (сл. Я. Серпин, 1960), «Хатынские колокола» (сл. А. Бачило, 1970), «Добрая ива» (сл. Н. Рыленков, 1973), «Вы слышали, как плачут деревья» (сл. П. Бровка, 1977), «А пуща шумит» (сл. Э. Волосевич, 1978), «Родник» (сл. Д. Луценко, 1980)
- Обработки белорусских народных песен для детского хора: «Лесной телеграф», «Следопыты», «Наша Зорька» (сл. М. Алтухов); «Вельмі ветлівы Мікіта», «Цыбуліна», «Зямля з блакітнымі вачамі» (сл. Э. Огнецвет); «Піянеры-дружбакі» (сл. А. Вольский); «Бярозкі ў Разліве» (сл. Е. Лось); «Зялёная песня» (сл. Н. Чернявский)
- Для хора с сопровождением: «Мы сэрцам з табой», «Вясна Радзімы», «Белая бярозка», «Бяссмерце», «Маладосць, у паход», «Гімн працы», «Ленінская праўда расцвітае» (сл. А. Бачило); «Славім мы свой край любімы», «Слухайце, людзі» (сл. П. Бровка); «Песня пра чорнае золата», «Песня пра партыю» (сл. М. Горулёв); «Вячэрняя зара» (сл. М. Гомолко); «Паходы» (сл. С. Гроховский); «Костер» (сл. В. Жохин); «Едзем на фестываль», «Песня нашай зямлі» (сл. М. Калачинский); «Беларусь мая сінявокая», «Бацькоўскую хату любіце», «Прыходзяць дзяўчаты бярозкамі», «Край наш чароўны» (сл. В. Каризна); «Флаг фестывалю» (сл. К. Киреенко); «Разам з сонцам», «Наша Гомельшчына» (сл. Э. Лякерман); «Бярозкі ў Разліве» (сл. Е. Лось); «Марш ветеранов труда» (сл. И. Малышев); «Вецер вее», «Ляціце, арлы-сокалы», «Песня пра Маладзечна» (сл. А. Русак); «Ой, шумят леса зеленые», «Две подружки», «О счастливой нашей доле» (сл. А. Ситковский); «Старана», «Песня аб Веры Харужай» (сл. Е. Янищиц)
- Для детского хора: «Вуліца Радзімы», «Жаваронкі» (сл. Э. Огнецвет); «Ластавачка-ластаўка» (сл. А. Бачило); «Прыход вясны» (сл. Г. Буравкин); «Майская песенка», «Герой чатырнаццаці гадоў» (сл. А. Вольский); «Кастрычніцкая песенька», «Паходы» (сл. С. Граховский); «Школьная падарожная», «Край любімы», «Сустрэчы пакаленняў», «Журавіны» (сл. В. Каризна); «У паходы», «Першамайская» (сл. П. Прудников); «Песня адважных» (сл. А. Русак); «У реки поет труба» (сл. А. Ситковский); «Іграй, гарманіст» (сл. М. Танк); «Турысцкая паходная» (сл. Н. Чернявский); «Мы клянёмся Веры Харужай» (сл. Е. Янищиц)
- Для ансамблей: «Дарагая мая Беларусь» (сл. А. Астрейко); «На тое ж я ручай», «Песня аб граніцы» (сл. А. Бачило); «На зямлі маіх бацькоў» (сл. С. Бондаренко); «Над Пінай» (сл. 3. Вагер); «Мінчаначка-вясняначка» (сл. Э. Волосевич); «Не забыць», «Падкажы» (сл. М. Горулёв); «Вясенняя мелодыя» (сл. М. Колочинский); «Явар і каліна» (сл. Я. Купала); «За Белаю вежай» (сл. Е. Лось); «Добры вечар», «Шолах залатых лістоў», «Добры вечар, Мінск вячэрні» (сл. Я. Пуща); «Подружки» (сл. Н. Рыленков); «Дняпро», «Клён i бярозка», «Маці дачку аддавала» (сл. А. Русак); «Вдвоем в машине», «Из Москвы агроном» (сл. А. Ситковский); «Юная бярозка» (сл. А. Ставер); «Хороши вы, годы молодые» (сл. О. Фадеев); «Дзявочая лірычная», «Помні, дружа любімы» (сл. M. Шушкевич).
- Песни: «Алые маки», «Бярозка», «Горят костры», «Мінская песенька», «Радзіма вясновая», «Старонка мая» (сл. М. Алтухов); «Крыніца любові» (сл. H. Аксёнчиц); «Мы — першакласнікі», «Цымбалісты», «Я тужыць не стану» (сл. Э. Огнецвет); «Если знаю» (сл. В. Арлов); «Свеціць месяц», «Зімовая калыханка», «Твае мне мроіліся вочы» (сл. А. Астрейко); «Беларусь — сястра Расіі», «Прызнанне», «Радзіма светлая мая» (сл. С. Бондаренко); «Балада аб горадзе-героі», «Дарыце цюльпаны», «Дзівіцца вуліца», «Краю родны», «Мілы мой, адзіны», «Мой горад», «На тое ж я ручай», «Нашы маці», «Радзіме», «Расцвітай, Беларусь», «Халастым не застануся», «Я сэрцам з табой», «Як сказалі» (сл. А. Бачило); «Быць камуністам», «Заўсёды ў сэрцы тое лета» (сл. П. Бровка); «Край мой», «Камісары», «Навек люблю i помню», «Незнаёмка», «Прылятайце, ластаўкі» (сл. Г. Буравкин); «Краю роднага краса» (сл. П. Боцу); «Беларусь — мая песня» (сл. М. Браун); «Мой яснавокі сокал» (сл. Э. Волосевич); «Вясновае здарэнне» (сл. А. Вольский); «Ой, дзяўчына» (сл. М. Василёк); «Воспоминание», «Песенка о верности» (сл. М. Горулёв); «Айчына», «Надзіна песенька» (сл. М. Гелер); «Ты адна» (сл. М. Глейзеров); «Я влюблен» (сл. А. Градов); «Пад дажджом» (сл. С. Граховский); «Вечаровы роздум» (сл. Л. Дайнеко); «Травы детства», «Когда я думаю о маме» (сл. В. Демидов); «Малююць дзеці» (сл. С. Законников); «Я шукаў цябе» (сл. Г. Колесник); «Лирическая» (сл. И. Козак); «Вальс вернасці», «Вечар усміхаецца сняжынкамі», «Дом, дзе мы нарадзіліся», «Жаночая ласка», «Журавіны», «Кастрычнік», «Крыніца дабраты», «Ленін — наша вясна», «Люблю цябе, Белая Русь», «Навагодняя песенька», «Пагранічнік», «Пачакай мяне», «Песня родная», «Сами дарагі», «Сняжынка», «Усё тут сэрцу блізка», «Цвіці, Алтай», «Чароўнае святло», «Шчасце мае», «Якая ты цудоўная, Радзіма» (сл. В. Каризна); «Гераіня зорная» (сл. Я. Крупенько); «Советская власть» (сл. В. Киняев); «Песня о Жодино» (сл. В. Кужзалевич); «Ленінскія зорачкі» (сл. Е. Лось); «Песня о Ленине» (сл. А. Лозневой); «Пярсцёнак» (сл. М. Малявко); «Тебе мое признание» (сл. Я. Непачалович); «Мой сад» (сл. А. Пашкевич); «Портрет» (сл. Р. Петренко); «З другам», «Легка йсці па той дарожцы», «Маці», «Не глядзі на другіх», «Не за вочы чорныя», «Ручаёк», «Сінічка», «Ты прыйдзеш ка мне», «Усюды мне з табой вясна» (сл. А. Русак); «Ты мне песню праспявала», «Шумяць бярозы ў парку Перамоп» (сл. Ю. Свирка); «А мне ў шчасце верыцца», «Беларусачка» (сл. А. Ставер); «Ганна», «Памяць» (сл. М. Танк); «Ліст да маці», «Чараўніца» (сл. H. Тулупова); «Песня воинов ПВО» (сл. П. Хорьков); «Родине» (сл. А. Тетивкин); «Гори, моя звезда» (сл. А. Чумаков); «Зямля мая зялёная», «Помні, дружа любімы», «Ты мне вясною прыснілася», «Березонька» (сл. М. Шушкевич); «Верабейка», «Козачка-свавольніца» (сл. С. Шушкевич); «Нарачанка» (сл. Л. Евменов); «Одна у нас Россия», «Родны дом» (сл. М. Ясень). Песня "Травы детства" на стихи поэта Владимира Демидова стала известным шлягером, первый исполнитель этой песни — ВИА "Верасы".

### Композиторская фильмография
- 1960 — «Любовью надо дорожить»
- 1961 — «Песня нашей земли»
- 1963 — «Весенняя мелодия»
- 1966 — «Дороги Белоруссии»
- 1975 — «Мы — хлопцы живучие» (экранизация повести И. Серкова «Мы — хлопцы живучие»; реж. Владимир Станкевич, «Белтелефильм»)

### Музыка к радио- и телеспектаклям
- «Тимур и его команда» (по одноимённой повести А. Гайдара, 1958)
- «Случайные встречи»
- «Веселый Буратино»
- «Примаки» (по произведению Я. Купалы, 1968)
- «Девчата нашего села»
- «Человек, который не родился»
- «Странное дело»
- «Далекие окна»
- «Последний шаг»
- «Плач перепёлки» (по роману И. Чигринова, 1979)

## Награды и звания
- Орден «Знак Почёта» (25.2.1955)
- Заслуженный деятель искусств БССР (1962)
- Орден Ленина (2.7.1971)
- Государственная премия БССР (1972)
- Народный артист БССР (1974)
- Орден Дружбы народов (1985)
- Орден Отечественной войны II степени (6.4.1985)

## Память
- Международный конкурс молодых композиторов им. Ю. В. Семеняко.
- Именем Ю. В. Семеняко названа улица в Минске.
- Имя Ю. В. Семеняко постановлением Кабинета Министров Республики Беларусь № 331 от 27 июня 1995 года стала носить «Детская музыкальная школа искусств № 1 г. Гродно»[1] (Республика Беларусь, г. Гродно).
- Мемориальная доска установлена Народному артисту БССР Ю. В. Семеняко в г. Минске (2010). Скульптор — А. Кострюков[3]. Надпись: "В этом доме жил белорусский композитор, Народный артист БССР, участник Великой Отечественной войны Юрий Владимирович Семеняко".
- Мемориальная доска в честь Ю. В. Семеняко на здании музыкальной школы искусств в Гродно[4].